# Anisoplia abdita
Anisoplia abdita är en skalbaggsart som beskrevs av Baraud 1991. Anisoplia abdita ingår i släktet Anisoplia och familjen Rutelidae. Inga underarter finns listade i Catalogue of Life.